# ルワンダ社会党
ルワンダ社会党（ルワンダしゃかいとう、英語：Rwandese Socialist Party、フランス語：Parti socialiste rwandais）は、ルワンダの政党。1991年8月18日、農地改革運動として発足した。2003年9月30日総選挙で53議席中1議席を獲得した。ルワンダ愛国戦線などとともに連立与党を構成している。